# 東源濕地

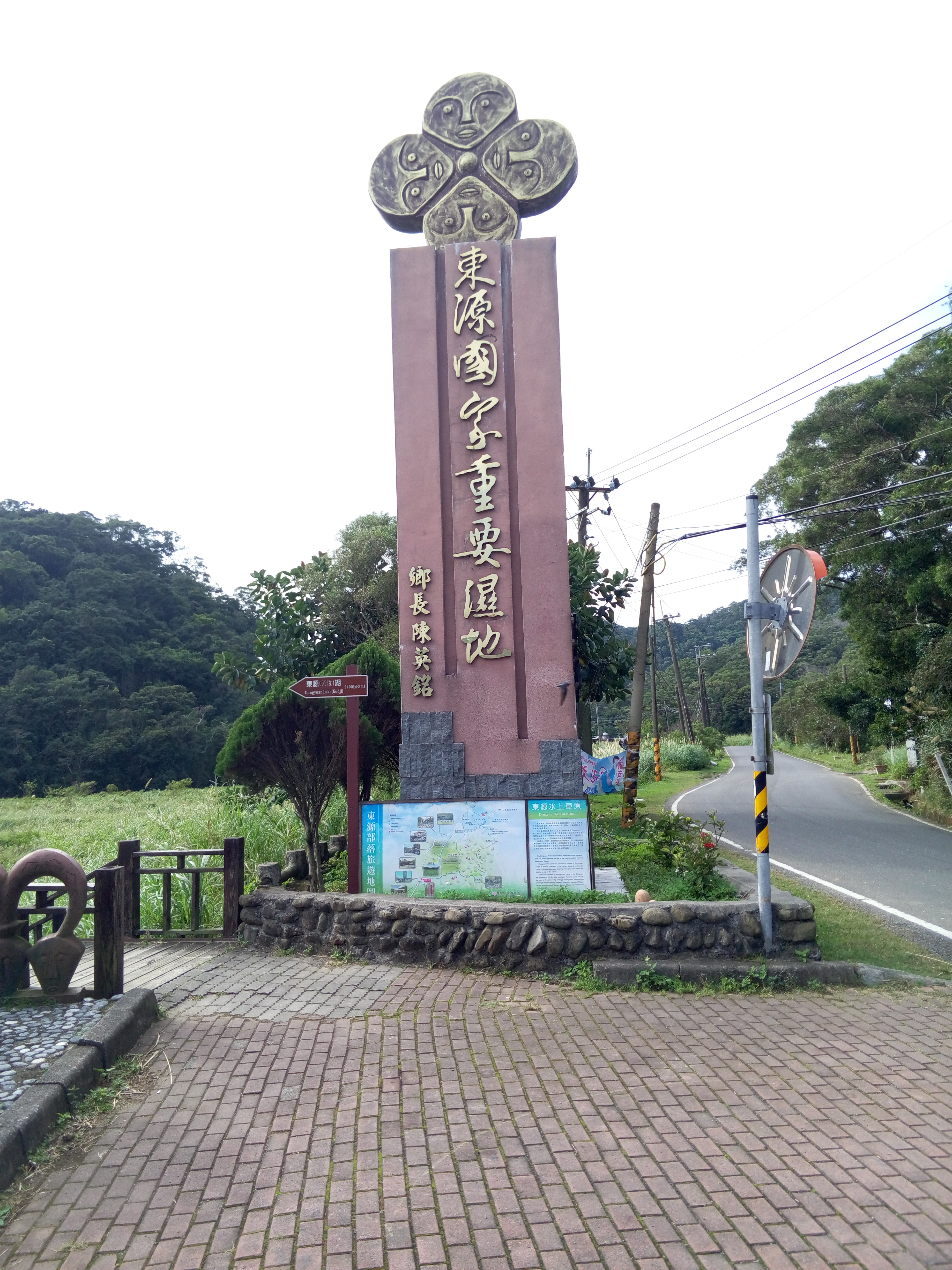
東源濕地國家重要濕地地標

東源濕地為位在臺灣屏東縣牡丹鄉東源村的一座濕地，該濕地由一處大面積沼澤以及一座小型湖泊組成，其湖泊部分目前名為東源湖，另有哭泣湖或是東源池的別稱，該座湖泊為人工圍堰成形成用來灌溉的人工湖泊，總面積約有五公頃，沼澤處則稱為水上草原。目前兩者合併稱為東源濕地，並由屏東縣政府設立為東源森林遊樂區。

## 沿革

### 哭泣湖
哭泣湖所在之山谷處最早在湖泊尚未築成前，便已是山區的水流匯集之處，原本住在枋山溪上游的臺灣原住民族排灣族人，為尋覓更好的生活環境，而翻山越嶺來到現今的哭泣湖周圍定居，當時，該部族來到此地後，將這塊沼澤地以排灣族「GUGGI」諧音將該地命名為「kuzi」，這句話在排灣語中，就是水流匯集的地方。
臺灣日治時期時，當時日本人依照排灣族原住民的命名音譯改稱「kutji」，而「kutji」一詞，其實就是嘴巴一個口的意思，後於戰爭時期，部落中的年輕人受到台灣總督府徵招參戰，村裡僅剩下老弱婦孺留守，1941年開始將原沼澤地的「kutji」築起堤堰，形成現今的人工湖，後續在戰爭結束後，參戰的年輕人回到部落時，發現自己的父母親或是長輩，因為不堪興建人工湖時的勞役而去世，因此，該座人工湖便以諧音方式改名為「tjakudji」，而該詞語直接以中文音譯後即為「哭泣」，便成為該座湖泊的名稱。
2009年8月，莫拉克颱風侵襲臺灣，造成臺灣南部地區的八八水災，而哭泣湖本身因上游大水夾帶下來的外來種水生植物睡蓮開始在湖中繁衍，至2013年時，已經覆蓋哭泣湖超過1.2公頃的範圍，為此東源村的東源社區導覽解說隊對外招募志工來協助清除睡蓮。
2010年，哭泣湖以及水上草原兩者以東源濕地之名稱正式向內政部營建署正式提出將東源濕地納入國家重要濕地保育計畫，後續該濕地經評估後，被歸類在國家重要濕地保育計畫地方級濕地，編號為TW076，類型屬內陸自然濕地。
2015年12月時，牡丹鄉公所對外表示，睡蓮清除工作已將哭泣湖內約3分之1的睡蓮清除，並且由於冬季水溫降低，預計將在2016年春季繼續展開清除工作。

### 水上草原
位在哭泣湖南側的水上草原早期是一片坐落在山谷之間的水稻田，後續因牡丹水庫的興建時，這片水稻田位在牡丹水庫的集水區而廢耕，逐漸演替成水上草原。然後，該地廢耕後又被居住在當地的排灣族人稱之為「不動草原」，亦即這是一片「不准動、不准開墾、不准破壞」的自然濕地草原，因為早年在當地排灣族人之間，巫師所降伏的惡鬼，會被丟入到現在的水上草原這一區域，而隨意進入會遭到惡靈詛咒，因此，早年如果沒有牧師或當地長老的帶領之下，一般外地人士是不得隨意進入草原中的。
目前水上草原其土地之所有權為當地居住的全體排灣族族人所有，除偶有學術單位進入進行特有植物研究外，平時外來訪客不得任意進入。

## 物種

### 植物
包含哭泣湖以及水上草原在內的東源濕地一共記錄到有329種植物以上，有馬兜鈴科、芸香科、蘿摩科等蝴蝶食草植物以及野薑花、莎草科（掌狀莎草等）、桃花心木、四角藺、紫蘇草、菲律賓穀精草、台灣水韭、香蒲、水毛花、水社柳，並且，值得一提的是，東源濕地中的水社柳，是全球水社柳林面積最大的區域之一。

### 動物
大肚魚、高體、台灣沼蝦、日本沼蝦、東台灣赤腹鷹、灰面鵟鷹、魚鷹、大冠鷲、黃嘴角鴞、盤古蟾蜍、莫氏樹蛙、鷿鵜、水蛙、帶紋赤蛇、乳指沼蝦、黑眶蟾蜍、盤古蟾蜍、小雨蛙、黑蒙西氏小雨蛙、小鷿鵜、魚狗、紅尾伯勞、白鼻心、龜殼花、眼鏡蛇、百步蛇以及近50種以上的蝴蝶。

## 資料來源
1. 1 2 3 4 5 6 7 8  . 臺灣濕地網. 2013-11-08  [2015-01-10]. （原始内容存档于2018-12-12） （中文（臺灣））.
2. 1 2  孫立珍. . 欣傳媒. 2013-02-24  [2016-01-10]. （原始内容存档于2019-05-16） （中文（臺灣））.
3. 1 2  . 牡丹數位機會中心.   [2016-01-10]. （原始内容存档于2016-02-08） （中文（臺灣））.
4. ↑  . 新唐人電視台. 2015-07-29  [2016-01-10]. （原始内容存档于2018-09-29） （中文（臺灣））.
5. 1 2  蔡宗憲. . 自由時報. 2015-12-06  [2016-01-10]. （原始内容存档于2019-05-17） （中文（臺灣））.
6. 1 2  . 內政部營建署.   [2016-01-10]. （原始内容存档于2016-03-04） （中文（臺灣））.